# François Joux
François Joux, né le 11 juillet 1912 à Levallois-Perret dans le département de la Seine et mort à une date inconnue, est un acteur français.

## Filmographie

### Cinéma
- 1941 : Le pavillon brûle de Jacques de Baroncelli
- 1941 : La Duchesse de Langeais de Jacques de Baroncelli
- 1942 : Dernier Atout de Jacques Becker : le chauffeur
- 1942 : Haut-le-Vent de Jacques de Baroncelli
- 1942 : L'Homme qui joue avec le feu de Jean de Limur
- 1943 : Lucrèce de Léo Joannon
- 1944 : Falbalas de Jacques Becker : Murier
- 1945 : L'assassin n'est pas coupable de René Delacroix
- 1945 : Les Clandestins de André Chotin
- 1945 : Jeux de femmes de Maurice Cloche
- 1945 : Marie la Misère de Jacques de Baroncelli
- 1946 : La Bataille du rail de René Clément : un cheminot
- 1946 : Antoine et Antoinette de Jacques Becker : le marié
- 1946 : Contre-enquête de Jean Faurez
- 1946 : Il suffit d'une fois de Andrée Feix
- 1946 : Macadam de Marcel Blistène : un inspecteur
- 1946 : Six heures à perdre de Alex Joffé et Jean Lévitte : l'homme à l'enveloppe
- 1947 : Fausse Identité d'André Chotin : le garçon de café
- 1947 : Danger de mort de Gilles Grangier
- 1947 : Non coupable de Henri Decoin : le lieutenant Louvet
- 1947 : Quai des Orfèvres de Henri-Georges Clouzot : l'officier de police Faillard
- 1948 : Bal Cupidon de Marc-Gilbert Sauvajon : Gratien
- 1948 : Barry de Richard Pottier : le premier prieur
- 1948 : Manon de Henri-Georges Clouzot : l'architecte
- 1948 : Scandale aux Champs-Elysées de Roger Blanc
- 1949 : Amédée de Gilles Grangier : le docteur
- 1949 : Le Furet de Raymond Leboursier
- 1949 : Le Roi de Marc-Gilbert Sauvajon : Marcel Rivelot
- 1949 : Un trou dans le mur de Émile Couzinet
- 1950 : Les femmes sont folles de Gilles Grangier
- 1950 : Ma pomme de Marc-Gilbert Sauvajon : le mari inquiet
- 1950 : Rue des Saussaies de Ralph Habib
- 1950 : Le Traqué de Boris Lewin et Franck Tuttle et Gunman in the Streets de Franck Tuttle : un inspecteur
- 1951 : Le Costaud des Batignolles de Guy Lacourt : l'assistant du docteur
- 1951 : Pas de vacances pour Monsieur le Maire de Maurice Labro : le maître d'hôtel
- 1951 : Le Plus Joli Péché du monde de Gilles Grangier : l'acheteur
- 1951 : Seul dans Paris de Hervé Bromberger : le second employé du commissariat
- 1952 : Horizons sans fin de Jean Dréville : le premier actionnaire
- 1952 : Nous sommes tous des assassins de André Cayatte : Saulnier
- 1952 : La Putain respectueuse de Charles Brabant et Marcello Pagliero : le journaliste T.V
- 1952 : Suivez cet homme de Georges Lampin : l'inspecteur Calmain
- 1952 : Un trésor de femme de Jean Stelli : un dîneur
- 1953 : Alerte au Sud de Jean Devaivre
- 1953 : Les Amoureux de Marianne de Jean Stelli
- 1953 : Avant le déluge de André Cayatte : le docteur
- 1953 : Châteaux en Espagne de René Wheeler : le clochard
- 1953 : Faites-moi confiance de Gilles Grangier : Koditu
- 1953 : Jeunes Mariés, de Gilles Grangier: Guy de Fressignac (non crédité)
- 1953 : Julietta de Marc Allégret : le commissaire
- 1953 : Virgile de Carlo Rim : Bourbaki
- 1954 : Adam est... Ève de René Gaveau ("La Pâte brisée")
- 1954 : Escalier de service de Carlo Rim : l'inspecteur expulseur
- 1955 : French Cancan de Jean Renoir : le secrétaire
- 1955 : Cherchez la femme de Raoul André
- 1955 : Impasse des vertus de Pierre Méré : le commissaire
- 1955 : Les indiscrètes de Raoul André
- 1955 : Razzia sur la chnouf de Henri Decoin : un inspecteur
- 1956 : Les Sorcières de Salem de Raymond Rouleau : Hathome
- 1957 : Ascenseur pour l'échafaud de Louis Malle : le commissaire
- 1957 : Montparnasse 19 de Jacques Becker : le commissaire
- 1957 : Rafles sur la ville de Pierre Chenal : l'inspecteur Muffieux
- 1957 : Le rouge est mis de Gilles Grangier
- 1957 : Trois jours à vivre de Gilles Grangier : le secrétaire du commissaire
- 1958 : Archimède le clochard de Gilles Grangier : le chef de chantier
- 1958 : Du rififi chez les femmes de Alex Joffé
- 1961 : Il suffit d'aimer de Robert Darène

## Théâtre
- 1955 : Pour le meilleur et le pire de Clifford Odets, mise en scène Raymond Rouleau,  Théâtre des Mathurins